# NGC 3931
NGC 3931 ist eine linsenförmige Galaxie vom Hubble-Typ E/S0 im Sternbild Großer Bär am Nordsternhimmel. Sie ist schätzungsweise 40 Millionen Lichtjahre von der Milchstraße entfernt.
Das Objekt wurde am 12. April 1789 von dem Astronomen Wilhelm Herschel entdeckt.